# Agnese Schebest
Agnese Schebest o Šebesta (Vienna, 10 febbraio 1813 – Stoccarda, 22 dicembre 1869) è stata una cantante lirica austriaca.

## Biografia
Agnese Schebest nacque a Vienna nel 1813, figlia di un capo dell'esercito austriaco di origine ceca. Da bambina si trasferì a Praga con i genitori, a causa di un cambiamento professionale nell'incarico del padre, che morì nel 1816 in seguito a una ferita riportata durante il bombardamento delle fortificazioni di Alessandria.
Visse con la madre a Terezín, dove già da bambina si fece notare ai concerti della chiesa. All'età di undici anni prese lezioni gratuite di canto con il Kammersänger Johann Aloys Miksch e di recitazione con l'attrice Friederike Vohs a Dresda. Divenne presto corista e comprimaria presso l'Opera di corte di Dresda.
Schebest, mezzo soprano, debuttò nell'opera come solista nel 1830, nel ruolo di Benjamin in Joseph di Étienne Nicolas Méhul. Sempre presso il Teatro di Corte di Dresda fu poi Leonore nel Fidelio di Beethoven, Rebecca in Der Templer und die Jüdin di Marschner, Sesto ne La clemenza di Tito di Mozart e Alice in Roberto il diavolo di Meyerbeer. In quel periodo cantava a Dresda anche il soprano Wilhelmine Schröder-Devrient, che rimase profondamente colpita dal suo lavoro.
Dopo due anni rescisse il contratto di Dresda, temendo che l'obbligo di recitare in prosa, che qui aveva, mettesse in pericolo la sua tecnica vocale. Dopo aver cantato con successo a Berlino e Lipsia, nella primavera del 1832 accettò l'invito dell'Opera di Budapest, dove rimase sotto contratto fino al 1836. Qui ottenne successi in ruoli quali Agathe in Il franco cacciatore di Carl Maria von Weber, Emmeline in La famiglia svizzera di Joseph Weigl, Zerlina in Don Giovanni di Mozart, Desdemona in Otello di Rossini, Médée nell'opera di Luigi Cherubini e Romeo in I Capuleti ed i Montecchi di Vincenzo Bellini.
Nel 1834 e 1835 fu ospite nei teatri di Vienna, Dresda e Graz. Dopo la fine del suo impegno a Budapest, dal 1836 al 1841 cantò nei principali teatri d'opera tedeschi e visse a Norimberga. Dopo un soggiorno a Parigi, nel 1841 viaggiò in Italia facendo spettacoli a Trieste e Venezia. In seguito si recò a Weimar, Schwerin, Varsavia, Leopoli, Monaco e infine a Karlsruhe nel giugno 1842. Nello stesso anno sposò il teologo e biografo David Friedrich Strauß e concluse quindi la sua carriera artistica. Il matrimonio, dal quale nacquero due figli, fu infelice e si concluse con un divorzio dopo pochi anni.
Agnese Schebest morì a Stoccarda all'età di 56 anni.